# Habrotrocha longula
Habrotrocha longula är en hjuldjursart som beskrevs av David Bryce 1915. Habrotrocha longula ingår i släktet Habrotrocha och familjen Habrotrochidae. Inga underarter finns listade i Catalogue of Life.